# KDE Plasma 5

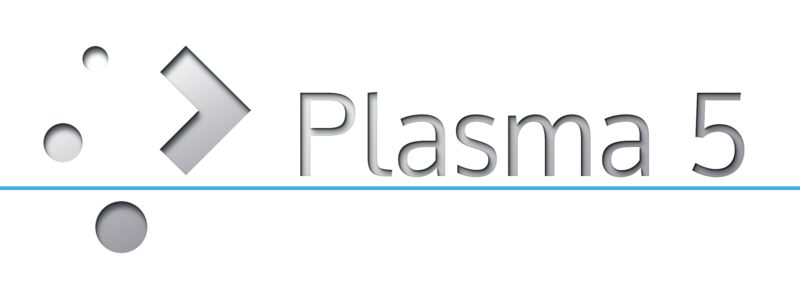
Logo

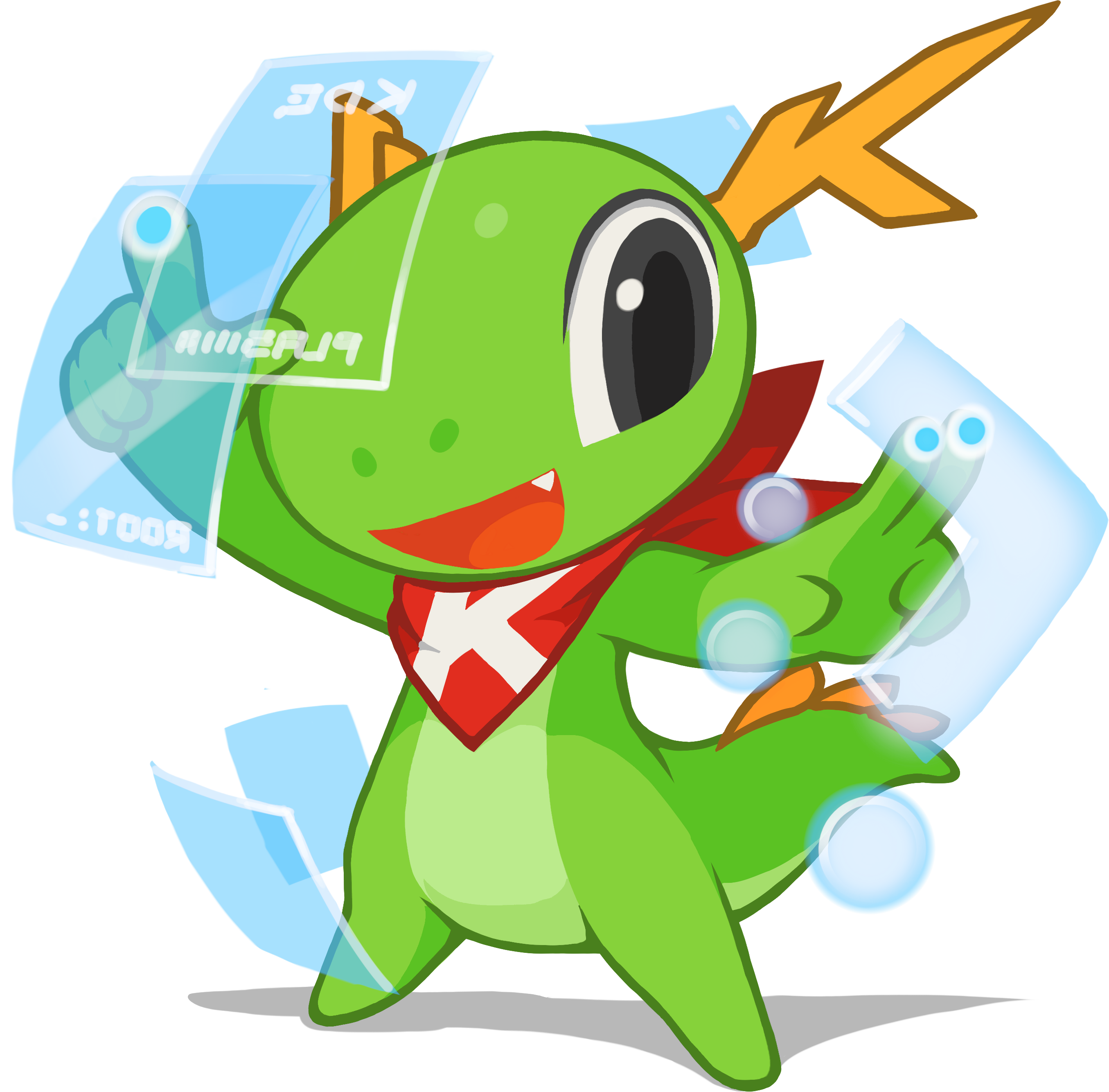
Maskot Konqi pro KDE a Plasma desktop

KDE Plasma 5 je pátá generace pracovního prostředí vytvořeného KDE primárně pro systémy Linux. KDE Plasma 5 je nástupcem KDE Plasma 4 a byla poprvé vydána 15. července 2014. Obsahuje nový výchozí motiv s názvem Breeze („vánek“) i sjednocené prostředí napříč různými zařízeními. Grafické rozhraní bylo plně migrováno na QML, který využívá OpenGL pro hardwarovou akceleraci, což vedlo k lepšímu výkonu a nižší spotřebě energie.
Plasma KDE 5 je vytvořeno za použití Qt 5 a KDE Frameworks 5 . 
Zlepšuje podporu pro HiDPI displeje a dodává sjednocené grafické prostředí, které se může přizpůsobit podle používaného zařízení. Verze 5.0 také obsahuje nový výchozí motiv s názvem Breeze. Změny uvnitř zahrnují migraci na nový, plně hardwarově akcelerovaný grafický balík, s použitím OpenGL (ES). Prostředím Plasma 5 je dokončena migrace KDE Plasma 4 na QtQuick.
KDE Plasma 5 je dostupný ve třech následujících provedeních, a to sice jako
- Plasma Desktop - výchozí provedení Plasmy 5, které je určené pro stolní počítače a notebooky.
- Plasma Mobile, který určený pro mobilní zařízení.
- Plasma Bigscreen, což je provedení určené pro chytré televize, a set-top boxy.
- Plasma Nano, který je vyvíjen pro vestavěná zařízení.

## Systémy oken
KDE Plasma 5 využívá X Window System. Počáteční podpora pro Wayland byla zpřístupněna ve verzi 5.4. Stabilní podpora pro základní relaci Wayland je k dispozici od verze 5.5 (prosinec 2015).

## Vývoj
Od rozdělení KDE Software Compilation na KDE Plasma, KDE Frameworks a KDE Applications se každý podprojekt může vyvíjet vlastním tempem. KDE Plasma 5 má vlastní plán vydání, s novými funkcemi vydávanými každé tři až čtyři měsíce a opravnými verzemi v průběhu měsíce.

## Funkce pracovní plochy
- KRunner – Funkce vyhledávání s několika dostupnými doplňky. Kromě rychlého spouštění aplikací prohledává soubory a složky a vykonává mnoho dalších úkolů, jako je konverze měn a jednotek, nebo funguje i jako kalkulačka.[7]
- Aktivity – „virtuální plochy“, které mají své vlastní rozložení a tapety. Je možné je pojmenovávat a procházet v nabídce Aktivity.
- Přizpůsobení ploch a rozložení panelů na více monitorech.
- Do panelu nebo na pracovní plochu je možné přidat widgety, zvané „Plasmoidy“.
- Správce souborů Dolphin umožňuje hromadné přejmenování souborů nebo přizpůsobení prostřednictvím „servisních nabídek“, které přidávají nové funkce do kontextové nabídky.[8]
- Správa relací.
- Spectacle pro vytváření snímků obrazovky.

## Historie
První Plasma 5 Technology Preview (v té době zvané Plasma 2) bylo vydáno 13. prosince 2013. Dne 15. července 2014 první verze – Plazma 5.0 – spatřila světlo světa.
Prostředí Plasma 5 nahradilo na jaře 2015 Plasma 4 v mnoha populárních distribucích, například Fedora 22, Kubuntu 15.04 nebo openSUSE Tumbleweed.

### Vydání
Vydání nových funkcí se zveřejňují každé čtyři měsíce a opravná vydání v průběhu následujících měsíců. Od verze 5.8 LTS KDE plánuje podporovat každou novou verzi LTS po 18 měsíců i s opravami chyb, zatímco nové pravidelné vydání budou mít nové funkce. Vývoj Plasma 5 byl ukončen k vydání Plasma 6 v roce 2024

## Galerie

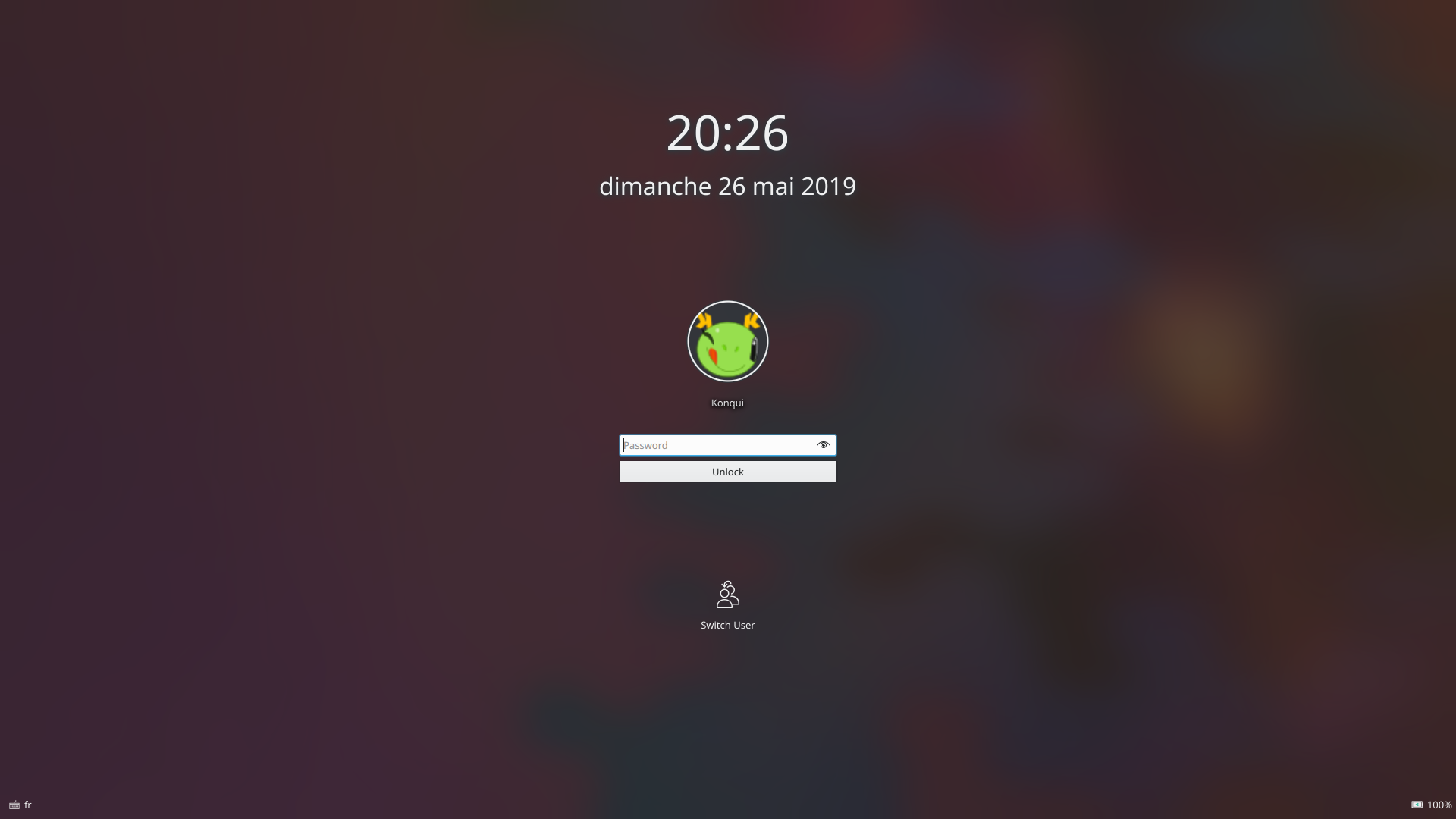
Výchozí obrazovka uzamčení v Plasma 5
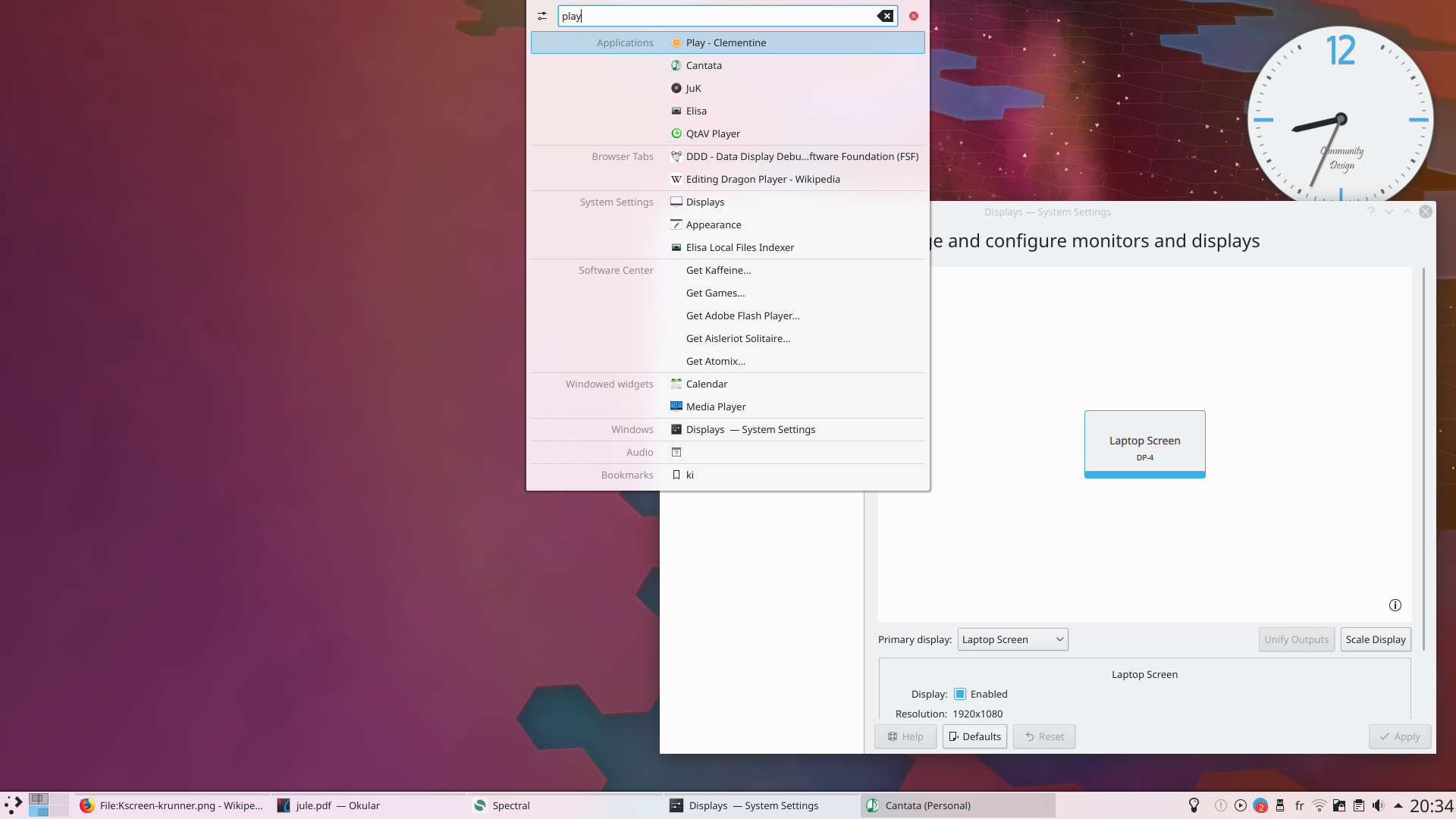
Plazma 5.0 znázorňující KRunner a správu displeje
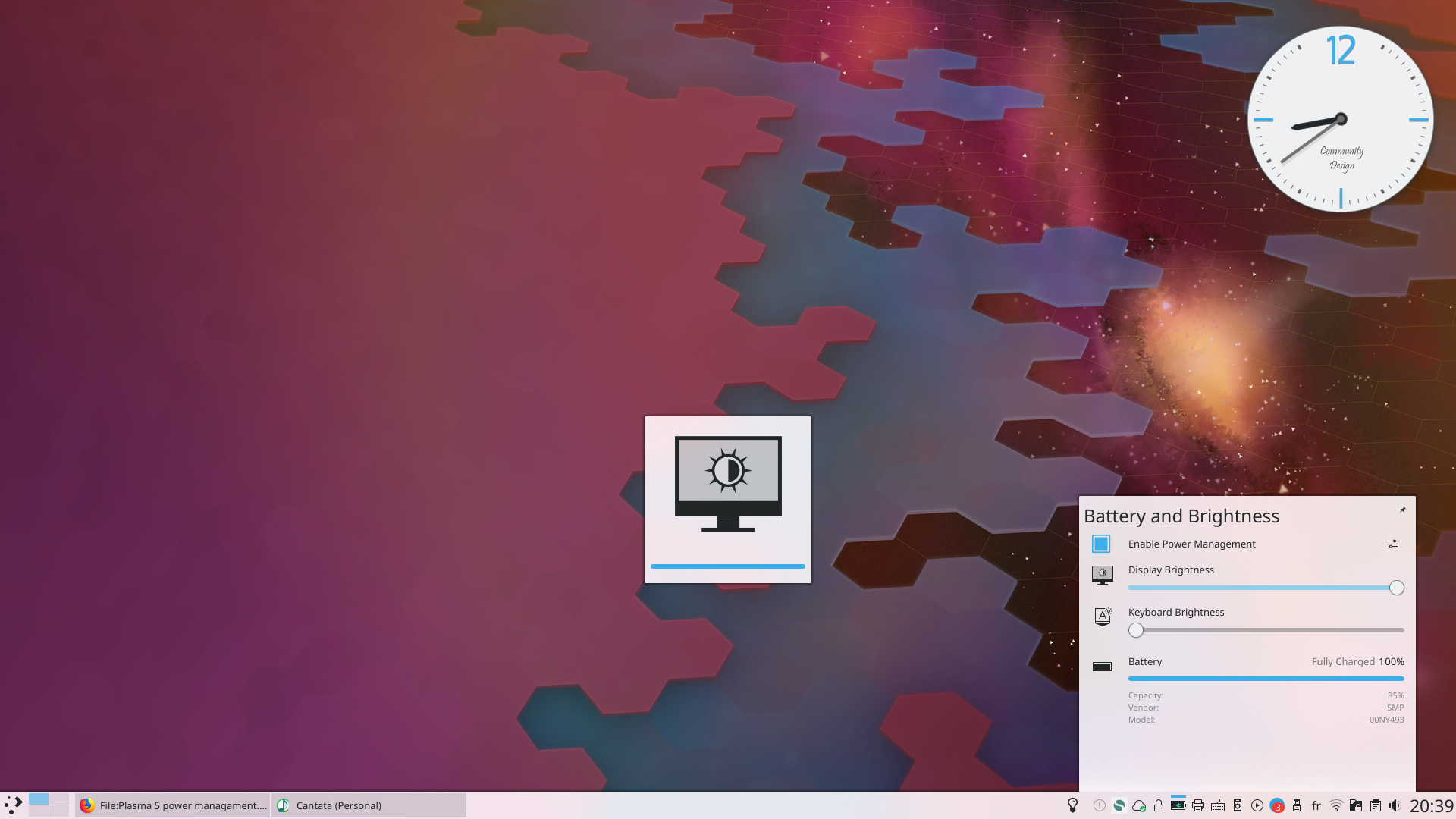
OSD správy napájení a jasu klávesnice
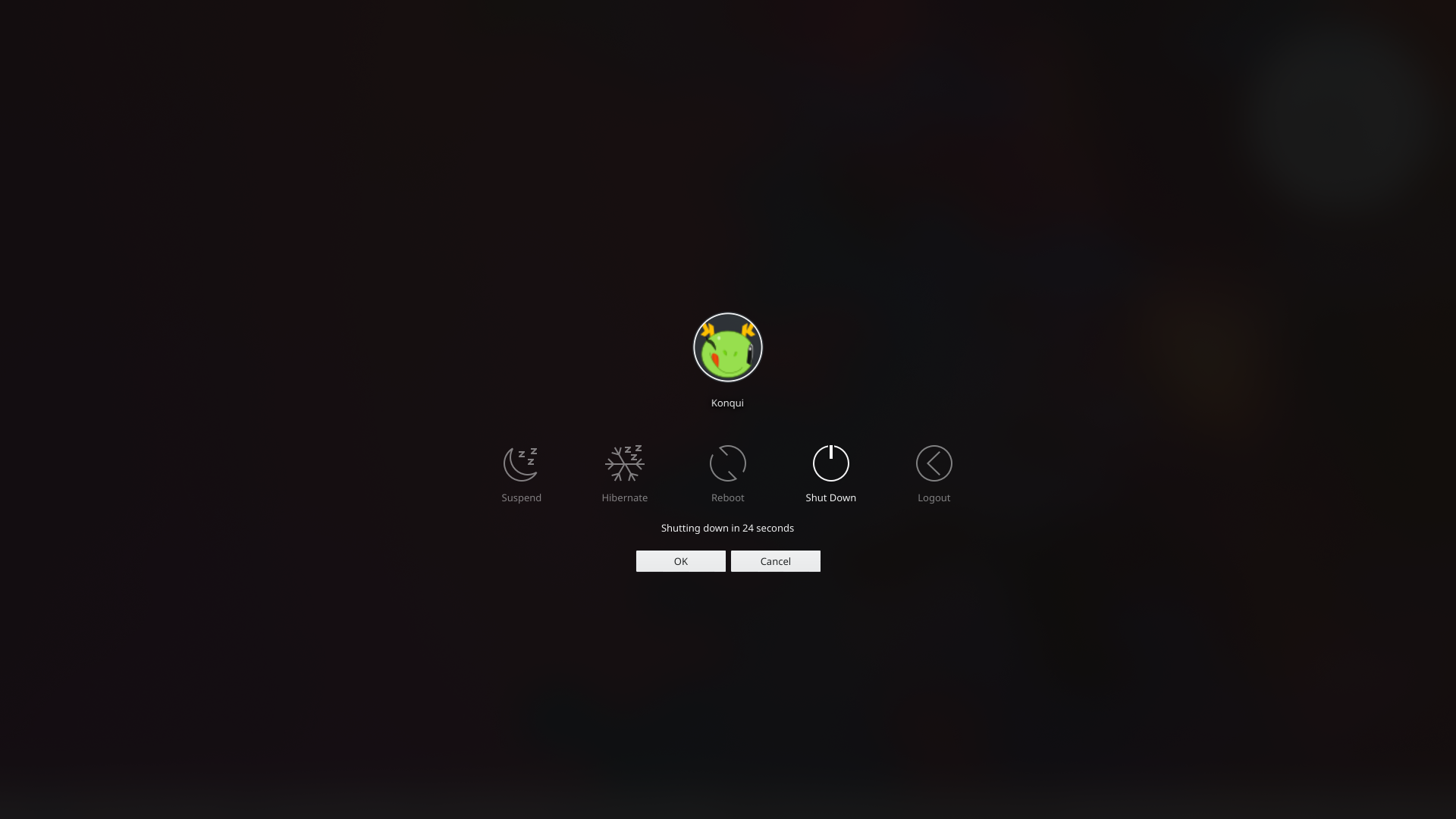
Obrazovka při vypínání Plasma 5
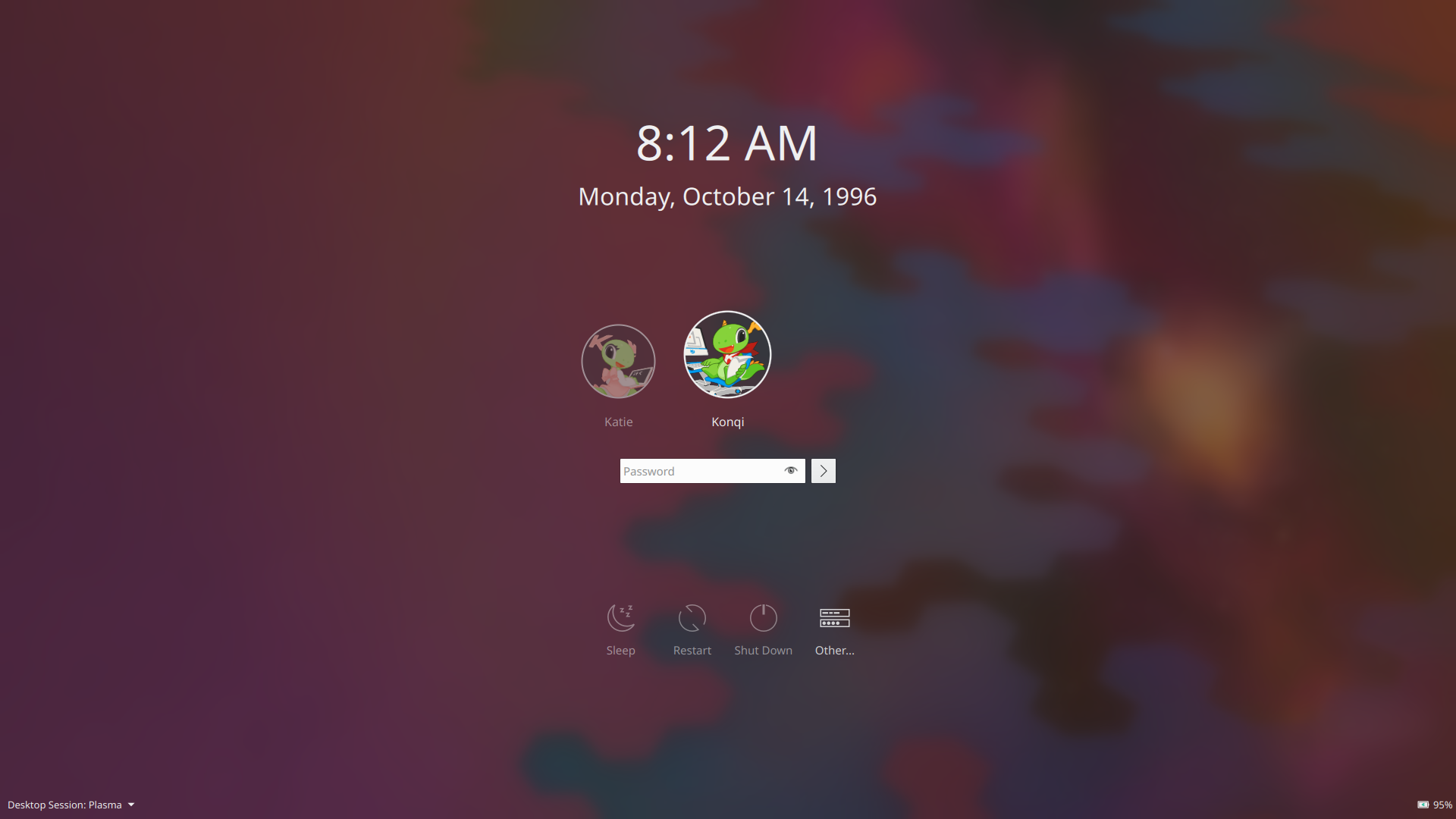
přihlašovací obrazovka
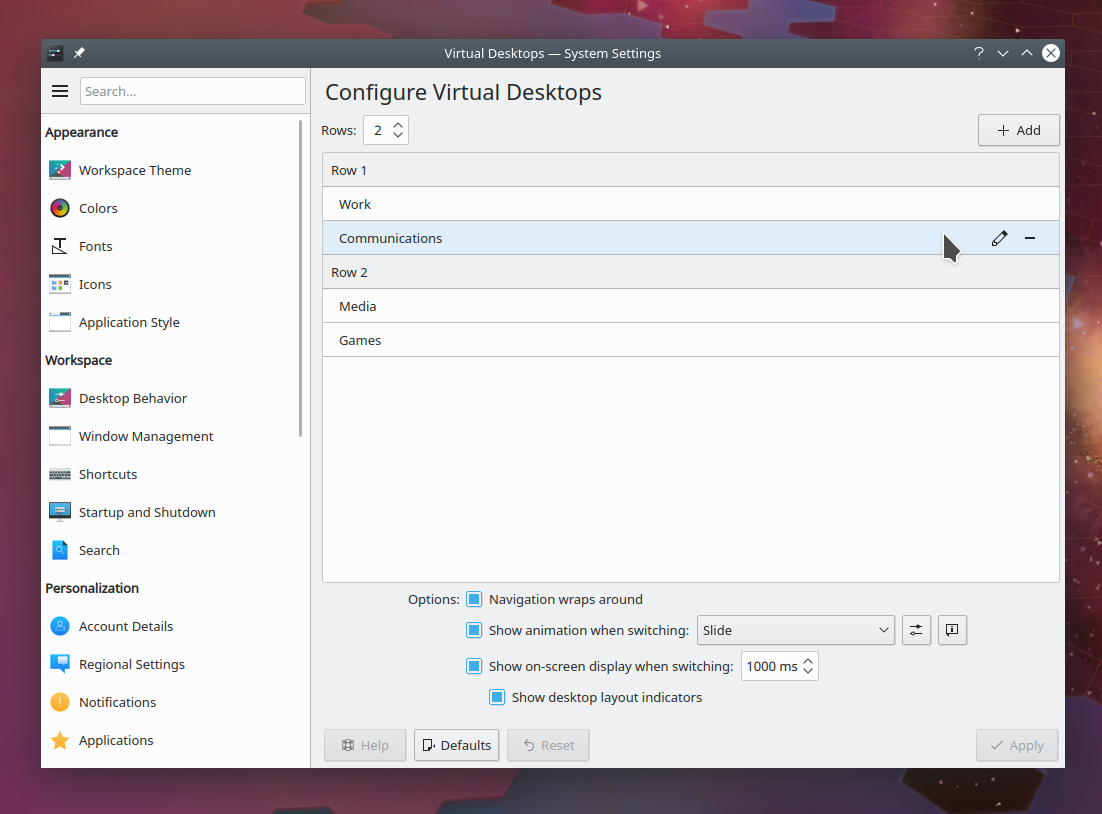
systémová nastavení
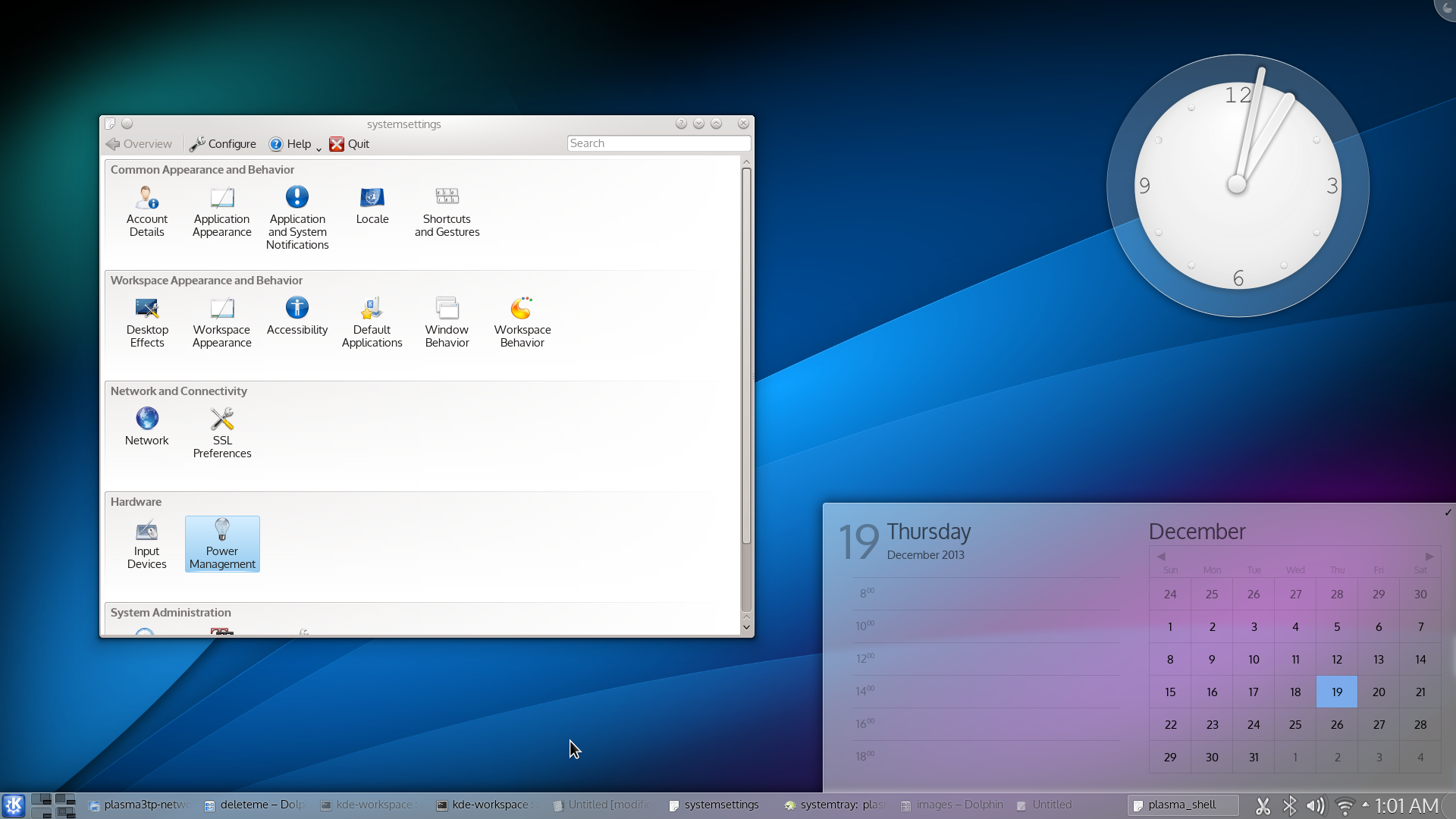
První verze Plasmy (Plasma 2)